# Rafael Cruz Ojer
Rafael Cruz Ojer (São Paulo, 18 de janeiro de 1985) é um futebolista brasileiro.Joga na função de lateral-direito. Atualmente, joga pelo Aparecidense.

## Carreira
Rafael Cruz começou nas categorias de base do Esporte Clube Santo André. Na equipe paulista, atuou no grupo principal de 2003 até 2004, sendo campeão da Copa São Paulo de Juniores de 2003,da Copa do Estado de São Paulo de 2003,Vice-campeão do Campeonato Brasileiro da Série C de 2003 e campeão da Copa do Brasil de 2004. Entre 2005 e 2007 defendeu o Democrata de Sete Lagoas.Em 2008 foi contratado pelo Atlético-GO e fez temporadas brilhantes e 32 jogos. Em 2008, foi 3º colocado no Campeonato Goiano e campeão do Campeonato Brasileiro da Série C. Em 2009, foi vice-campeão goiano e conseguiu também o acesso ao Campeonato Brasileiro da Série A de 2010,ficando na 4º posição na Série B de 2009.Em 26 de fevereiro de 2010, foi apresentado como novo reforço do Atlético-MG na Cidade do Galo. Viveu altos e baixos na equipe, fazendo, entre 2010 e 2011, 26 jogos, sendo 18 jogos no Brasileirão, 3 no Mineiro, 2 amistosos, 2 na Copa do Brasil e 1 na Copa Sul-americana contra o Santa Fé-COL, sendo 11 vitórias, 7 empates e 8 derrotas, marcando 1 gol sobre o Avaí, no dia 17 de outubro, no Campeonato Brasileiro de Futebol de 2010,quando Rafael tocou para Neto Berola que devolveu de calcanhar para Rafael chutar de pé esquerdo.Foi campeão do Campeonato Mineiro de 2010, sendo eleito o 2º melhor lateral-direito da competição e em 2011, foi vice-campeão. Em 15 de junho de 2011,foi emprestado ao Atlético-GO,fazendo 56 jogos. No dia 17 de Novembro de 2011,no empate entre Santos e Atlético-GO em 1 x 1 na 35º rodada do Campeonato Brasileiro de 2011, com gols de Paulo Henrique Ganso (Santos) e Leozinho Moura (Atlético-GO), no Pacaembu, Rafael Cruz deu uma caneta em Neymar.Ainda em 2011,venceu o Troféu Armando Nogueira de melhor lateral-direito do Campeonato Brasileiro de Futebol de 2011 e em 2012, foi vice-campeão goiano. Em 2013,foi contratado junto ao Atlético-MG pelo Ceará, sendo campeão cearense e fazendo 15 jogos. No decorrer do ano, foi emprestado ao Atlético-GO e ficou em 16º no Campeonato Brasileiro de Futebol da Série B, fazendo 17 jogos na temporada,se livrando do rebaixamento na 38º e última rodada quando o time venceu o Guaratinguetá por 2 x 0 com gols de Juninho e Ricardo Jesus após os 85 minutos (Rafael Cruz começou como titular). Em 2014 foi contratado em definitivo pelo São Bernardo, quando a equipe fez 23 pontos no Campeonato Paulista de 2014, sendo o 8º time que somou mais pontos na primeira fase e ficando em 13º colocado no campeonato todo. Foi contratado pelo Náutico por empréstimo para a disputa da Série B de 2014,ficando na 13º posição somando 50 pontos, fazendo 23 das 38 partidas do time no campeonato. Em 2015, voltou ao São Bernardo Futebol Clube para a disputa do Paulistão 2015. Ficando em 13º no campeonato e sendo o 12º time que mais somou pontos. Pelo clube, fez 29 jogos, sendo seu último na vitória sobre o Marília por 4 x 0, no dia 8 de abril. Em sua carreira, nunca foi rebaixado em seus 7 clubes e 12 anos de carreira profissional (até 2015). Ao término do campeonato, negociou com alguns clubes,entre eles o Paraná, mas não concordou com os valores e ficou sem clube.

## Títulos
Santo André
- Copa São Paulo de Juniores: 2003
- Copa do Estado de São Paulo: 2003
- Copa do Brasil: 2004

Atlético-GO
- Brasileiro da Série C: 2008

Atlético-MG
- Campeonato Mineiro: 2010

Ceará
- Campeonato Cearense: 2013

Aparecidense
- Campeonato Brasileiro - Série D: 2021

## Prêmios Individuais
- Eleito 2º melhor lateral-direito do Campeonato Mineiro de Futebol de 2010,atuando pelo Atlético-MG
- Vencedor do Troféu Armando Nogueira,de melhor lateral-direito do Campeonato Brasileiro de Futebol de 2011, atuando pelo Atlético-GO.